# ナシュア (競走馬)
ナシュア (Nashua) は、アメリカ合衆国の競走馬、種牡馬。プリークネスステークス、ベルモントステークスを制し、アメリカ二冠を達成。ラウンドテーブルに破られるまで、アメリカの生涯獲得賞金額のレコードを保持していた。大種牡馬ナスルーラの代表産駒であり、種牡馬としても成功した。主戦騎手はエディ・アーキャロ。

## 生涯

### 誕生
ナシュアは1952年4月14日、アメリカ合衆国ケンタッキー州のクレイボーンファームで生まれた。記録上ナシュアの生産者はビレア牧場となっているが、これは母セグーラの所有者W・ウッドワードが所有していたメリーランド州の牧場である。ウッドワードは所有する繁殖牝馬のほとんどをクレイボーンファームに預託していた。ウッドワードはナシュアをイギリスで走らせるつもりであったがナシュアが1歳の時に死亡し、ウッドワードの財産を相続した息子のウッドワード・ジュニアはアメリカでデビューさせることにした。
ナシュアの父ナスルーラはクレイボーンファームが37万ドルのシンジケートを組んでイギリスから輸入した種牡馬で、ナシュアはその初年度産駒にあたる。

### 競走馬時代
ナシュアは1954年5月5日にデビューし、この年に8戦6勝の成績を挙げてアメリカの最優秀2歳馬に選出された。ちなみに父のナスルーラはこの年の2歳リーディングサイアーとなっている。
1955年、2月に始動したナシュアは4月にかけて4連勝し、1番人気でアメリカ三冠第1戦のケンタッキーダービーに出走した。しかしレースでは逃げたスワップスを捉えることができず、1馬身1/2の差の2着に敗れた。その後ナシュアはプリークネスステークスとベルモントステークスを優勝し二冠馬となったがスワップスはいずれの競走にも出走していなかった。
ケンタッキーダービーの後、ナシュアとスワップスはともに連勝を続け、多くの競馬場が2頭のマッチレースを企画した。両陣営はワシントンパーク競馬場が提示した条件を受け入れ、8月31日にマッチレースが行われることになった。この対決は競馬界の注目を集め、レース当日は4万人近い観客がワシントン競馬場に詰めかけた。オッズはスワップスが1.3倍、ナシュアが2.2倍であった。ナシュア陣営はスタートから積極的に逃げてスワップスを引き離す作戦を立てた。ナシュアはレース終盤になってもスワップスとの差を広げ続け、6馬身2分の1の着差をつけてマッチレースを制した。このレースの後ナシュアは9月のサイゾンビーステークスでは3着に敗れたものの10月にジョッキークラブゴールドカップステークスを優勝。この年のシーズンの成績を12戦10勝とし、アメリカの年度代表馬に選出された。なお、ナシュアがこの年に獲得した賞金額75万2550ドルは1948年にサイテーションが獲得した70万9470ドルを破る年間獲得賞金額のアメリカレコードであった。この年のフリーハンデではスワップスより2ポンド重い130ポンドで首位に格付けされた。
10月15日、馬主のウッドワード・ジュニアが妻に泥棒と間違えられ射殺される事件が起こった。財産を相続した妻はビレア牧場と所有するサラブレッドすべてを処分し、ナシュアも125万1200ドルでスペンドスリフト牧場を経営するレスリー・コウムが組んだシンジケートに売却された。
1956年5月19日、キャムデンハンデキャップを優勝したナシュアの生涯獲得賞金額は110万365ドルに達し、サイテーションの持つ108万5760ドルのアメリカレコードを更新した。9月には1953年に没したW・ウッドワ
ードを記念して創設されたウッドワードステークスを優勝、10月にはジョッキークラブゴールドカップステークスをダート3200mアメリカレコードを記録して勝利し、同レース2連覇を達成した。ナシュアはジョッキークラブゴールドカップステークスを最後に競走馬を引退し、種牡馬としてスペンドスリフト牧場に繋養されることになった。

### 競走馬引退後
種牡馬となったナシュアの人気は高く、その産駒はセリ市において平均の3倍を超える高額で取引された。種牡馬としてコーチングクラブアメリカンオークス3連覇を達成するなど、活躍馬には牝馬が多く、産駒の中で最も多くの賞金を獲得したシュヴィーも牝馬である。アメリカでは後継種牡馬には恵まれなかったが南米においてはアルゼンチンに輸出された産駒グッドマナーズが大成功し、現在でも系統を発展させている。ブルードメアサイアーとしてロベルトやミスタープロスペクターなどを輩出している。
ナシュアは29歳になっても種付けをこなすなど晩年を健康に過ごした。1982年1月1日にはスペンドスリフト牧場で、ファンを招いて30歳を迎えたナシュアの誕生パーティーが催されたが間もなく体調を崩し、2月3日に安楽死処分された。なお、2度に渡って対戦したスワップスは1967年にスペンドスリフト牧場に売却され、スワップスが1972年に死ぬまでの間、2頭は同じ牧場で種牡馬として繋養された。
ナシュアは1965年にアメリカ競馬殿堂入りした。代表産駒であるシュヴィーも殿堂入りしているため、父子での殿堂入りである。1999年にブラッド・ホース誌が選出した「20世紀のアメリカ名馬100選」では24位にランキングされた。

## 競走成績
- 1954年（8戦6勝）
  - フューチュリティステークス、ホープフルステークス、グランドユニオンホテルステークス、ジュヴェナイルステークス
- 1955年（12戦10勝）
  - プリークネスステークス、ベルモントスステークス、ジョッキークラブゴールドカップステークス、ウッドメモリアルステークス、アーリントンクラシックステークス、フラミンゴステークス、アーリントンクラシック、フロリダダービー、ドワイヤーステークス
- 1956年（10戦6勝）
  - ジョッキークラブゴールドカップステークス、サバーバンハンデキャップ、モンマスハンデキャップ、ワイドナーハンデキャップ、グレイラグハンデキャップ、キャムデンハンデキャップ

## 主な産駒
- シュヴィー (Shuvee)  - エイコーンステークス、マザーグースステークス、コーチングクラブアメリカンオークス、ジョッキークラブゴールドカップステークス連覇
- ノーブルナシュア (Noble Nashua)  - スワップスステークス、マールボロカップ
- ディップロマットウェイ (Diplomat Way)  - ブルーグラスステークス
- ブラマリー (Bramalea)  - コーチングクラブアメリカンオークス
- マーシュア (Marshua)  - コーチングクラブアメリカンオークス、セリマステークス
- ベラデイルボール (Beldale Ball)  - メルボルンカップ
- グッドマナーズ (Good Manners)  - ハギンステークス

## ブルードメアサイアーとしての主な産駒
- ミスタープロスペクター（母Gold Digger）
- ロベルト（母Bramalea）

## 血統表
| ナシュアの血統（ナスルーラ系 / アウトブリード（アウトクロス）） | ナシュアの血統（ナスルーラ系 / アウトブリード（アウトクロス）） | ナシュアの血統（ナスルーラ系 / アウトブリード（アウトクロス）） | （血統表の出典）    | （血統表の出典） |
| 父 Nasrullah 1940 鹿毛                                          | 父の父Nearco 1935 黒鹿毛                                        | Pharos                                                          | Phalaris            | Phalaris         |
| 父 Nasrullah 1940 鹿毛                                          | 父の父Nearco 1935 黒鹿毛                                        | Pharos                                                          | Scapa Flow          |                  |
| 父 Nasrullah 1940 鹿毛                                          | 父の父Nearco 1935 黒鹿毛                                        | Nogara                                                          | Havresac            | Havresac         |
| 父 Nasrullah 1940 鹿毛                                          | 父の父Nearco 1935 黒鹿毛                                        | Nogara                                                          | Catnip              |                  |
| 父 Nasrullah 1940 鹿毛                                          | 父の母Mumtaz Begum 1932 鹿毛                                    | Blenheim                                                        | Blandford           | Blandford        |
| 父 Nasrullah 1940 鹿毛                                          | 父の母Mumtaz Begum 1932 鹿毛                                    | Blenheim                                                        | Malva               |                  |
| 父 Nasrullah 1940 鹿毛                                          | 父の母Mumtaz Begum 1932 鹿毛                                    | Mumtaz Mahal                                                    | The Tetrarch        | The Tetrarch     |
| 父 Nasrullah 1940 鹿毛                                          | 父の母Mumtaz Begum 1932 鹿毛                                    | Mumtaz Mahal                                                    | Lady Josephine      |                  |
| 母 Segula 1942 黒鹿毛                                           | 母の父Johnstown 1936 鹿毛                                       | Jamestown                                                       | St.James            | St.James         |
| 母 Segula 1942 黒鹿毛                                           | 母の父Johnstown 1936 鹿毛                                       | Jamestown                                                       | Mlle.Dazie          |                  |
| 母 Segula 1942 黒鹿毛                                           | 母の父Johnstown 1936 鹿毛                                       | La France                                                       | Sir Gallahad        | Sir Gallahad     |
| 母 Segula 1942 黒鹿毛                                           | 母の父Johnstown 1936 鹿毛                                       | La France                                                       | Flambette           |                  |
| 母 Segula 1942 黒鹿毛                                           | 母の母Sekhmet 1929 栗毛                                         | Sardanapale                                                     | Prestige            | Prestige         |
| 母 Segula 1942 黒鹿毛                                           | 母の母Sekhmet 1929 栗毛                                         | Sardanapale                                                     | Gemma               |                  |
| 母 Segula 1942 黒鹿毛                                           | 母の母Sekhmet 1929 栗毛                                         | Prosopopee                                                      | Sans Souci          | Sans Souci       |
| 母 Segula 1942 黒鹿毛                                           | 母の母Sekhmet 1929 栗毛                                         | Prosopopee                                                      | Peroraison F-No.3-m |                  |